# Ейтенз (Західна Вірджинія)
Ейтенз (англ. Athens) — місто (англ. town) в США, в окрузі Мерсер штату Західна Вірджинія. Населення — 962 особи (2020).

## Географія
Ейтенз розташований за координатами 37°25′16″ пн. ш. 81°0′47″ зх. д. / 37.42111° пн. ш. 81.01306° зх. д. (37.421203, -81.012985). За даними Бюро перепису населення США в 2010 році місто мало площу 1,02 км², з яких 1,02 км² — суходіл та 0,00 км² — водойми.

### Клімат
| Клімат : Ейтенз            | Клімат : Ейтенз | Клімат : Ейтенз | Клімат : Ейтенз | Клімат : Ейтенз | Клімат : Ейтенз | Клімат : Ейтенз | Клімат : Ейтенз | Клімат : Ейтенз | Клімат : Ейтенз | Клімат : Ейтенз | Клімат : Ейтенз | Клімат : Ейтенз | Клімат : Ейтенз |
| Показник                   | Січ.            | Лют.            | Бер.            | Квіт.           | Трав.           | Черв.           | Лип.            | Серп.           | Вер.            | Жовт.           | Лист.           | Груд.           | Рік             |
| Середній максимум, °C      | 4,4             | 6,7             | 11,7            | 17,2            | 21,7            | 25,0            | 27,2            | 26,7            | 23,3            | 18,3            | 12,2            | 6,7             | 16,8            |
| Середній мінімум, °C       | −6,7            | −6,1            | −2,2            | 2,8             | 8,3             | 12,8            | 15,0            | 13,9            | 10,6            | 3,9             | −0,6            | −4,4            | 4,0             |
| Норма опадів, мм           | 75              | 69              | 83              | 84              | 98              | 82              | 99              | 78              | 76              | 64              | 71              | 68              | 947             |
| -------------------------- | --------------- | --------------- | --------------- | --------------- | --------------- | --------------- | --------------- | --------------- | --------------- | --------------- | --------------- | --------------- | --------------- |
| Джерело: U.S. Climate Data |                 |                 |                 |                 |                 |                 |                 |                 |                 |                 |                 |                 |                 |

## Демографія
Згідно з переписом 2010 року, у місті мешкало 1048 осіб у 347 домогосподарствах у складі 182 родин. Густота населення становила 1025 осіб/км². Було 408 помешкань (399/км²).
Расовий склад населення:
| - 91,1 % — білих - 5,6 % — чорних або афроамериканців - 2,1 % — азіатів - 0,1 % — корінних американців |

До двох чи більше рас належало 0,9 %. Частка іспаномовних становила 1,4 % від усіх жителів.
За віковим діапазоном населення розподілялося таким чином: 11,5 % — особи молодші 18 років, 78,2 % — особи у віці 18—64 років, 10,3 % — особи у віці 65 років та старші. Медіана віку мешканця становила 23,1 року. На 100 осіб жіночої статі у місті припадало 93,0 чоловіків; на 100 жінок у віці від 18 років та старших — 90,7 чоловіків також старших 18 років.
Середній дохід на одне домашнє господарство становив 48 683 долари США (медіана — 33 542), а середній дохід на одну сім'ю — 68 943 долари (медіана — 66 667). За межею бідності перебувало 30,4 % осіб, у тому числі 6,3 % дітей у віці до 18 років та 14,4 % осіб у віці 65 років та старших.
Цивільне працевлаштоване населення становило 421 осіб. Основні галузі зайнятості: освіта, охорона здоров'я та соціальна допомога — 58,0 %, мистецтво, розваги та відпочинок — 10,5 %, роздрібна торгівля — 10,2 %.